# Léon Werth
Léon Werth (Remiremont, 17 febbraio 1878 – Parigi, 13 dicembre 1955) è stato uno scrittore e critico d'arte francese amico di Octave Mirbeau e amico intimo e confidente di Antoine de Saint-Exupéry. Léon Werth ha scritto in maniera critica e con dovizia di particolari sulla società francese durante la prima guerra mondiale e del periodo "collaborazionista" francese durante la seconda guerra mondiale.

## Biografia
Werth nacque nel 1878 a Remiremont, nei Vosgi, in una famiglia ebraica ben integrata. Suo padre, Albert, era un mercante di stoffe e sua madre, Sophia, era la sorella del filosofo Frédéric Rauh.
Fu uno studente brillante, vincitore del Grand Prize del Concours général in Francia e uno studente di letteratura e filosofia al Lycée Henri-IV. Tuttavia, abbandonò i suoi studi per diventare un editorialista in varie riviste. Trascorrendo una vita alla bohème, si dedicò alla scrittura e alla critica d'arte.
Werth era un protetto e un amico di Octave Mirbeau, l'autore di Il diario di una cameriera. Completò per lui il suo ultimo romanzo, Dingo, quando la salute di quest'ultimo peggiorò considerevolmente. Manifestò il suo anticlericalismo con una visione politica da anarchico anti-borghese e anticonformista. Il suo primo romanzo significativo, La Maison blanche, venne prefazionato da Mirbeau, ed è stato finalista del Premio Goncourt nel 1913.
Allo scoppio della prima guerra mondiale, nonostante la sua opposizione alla guerra e l'aver già adempiuto al periodo di leva militare (che pare aver detestato), venne assegnato ad uno dei settori peggiori del fronte, dove prestò servizio come operatore radio per 15 mesi prima di essere debilitato da un'infezione polmonare. Poco dopo scrisse Clavel, soldat, un'opera intrisa di pessimismo e ferocemente contro la guerra, che causò uno scandalo quando venne pubblicata nel 1919, ma che fu poi citata come una delle raffigurazioni più fedeli della guerra di trincea nella monumentale indagine di Jean Norton Cru del 1929 sulla letteratura francese della Prima guerra mondiale.
Werth era uno scrittore indefinibile, con una prosa acida, che scriveva del periodo tra le due guerre e osteggiava il colonialismo (Cochinchine, 1928). Scrisse anche in modo critico del periodo d'oro del colonialismo dell'Impero francese e contro lo stalinismo, che egli considerava come un inganno alla sinistra. Era anche molto critico del nascente nazismo.
Nel 1931, quando incontrò per la prima volta Antoine de Saint-Exupéry, fu l'inizio di una fortissima amicizia. Il piccolo principe verrà dedicato proprio a Werth.
Dopo la caduta della Francia in mano ai nazisti, durante la sua occupazione, i Werth rimasero in Francia nonostante le offerte del Centre americain de secours in Marseille per aiutarli a emigrare. Nel luglio 1941 a Werth fu richiesto di registrarsi come ebreo, gli venne impedito di viaggiare e le sue opere furono bandite dalla pubblicazione. Sua moglie, Suzanne, che era impegnata nella Resistenza francese, attraversò clandestinamente la linea di confine dell'occupazione più di una dozzina di volte e rese il loro appartamento parigino una casa sicura per donne ebree fuggiasche, piloti britannici e canadesi abbattuti, nonché un luogo di riunioni segrete per la resistenza e un deposito di documenti di identità falsi e trasmettitori radio banditi dagli invasori. Il loro figlio, Claude, proseguì i suoi studi prima nel dipartimento francese del Giura e poi a Parigi, divenendo in seguito un medico.  Werth visse in povertà nella regione montuosa del dipartimento Giura, solo, al freddo, talvolta affamato. Déposition, il suo diario, venne pubblicato nel 1946, offrendo uno schiacciante atto d'accusa nei confronti della Francia di Vichy. Divenne un gollista durante il periodo dell'occupazione nazista e dopo la guerra contribuì alla rivista intellettuale diretta da Claude Mauriac chiamata Liberté de l'Esprit.

## L'amicizia con Antoine de Saint-Exupéry
Saint-Exupéry incontrò Werth nel 1931. Werth divenne presto il migliore amico di Saint-Exupéry al di fuori del gruppo degli aviatori associati dell'Aéropostale. Werth non aveva molto in comune con Saint-Exupéry; lui era un anarchico, suo padre era ebreo ed un sostenitore della sinistra bolscevica. Essendo ventidue anni più vecchio di Saint-Exupéry, con uno stile di scrittura surrealista e autore di dodici volumi e molti pezzi di riviste, poteva anzi essere descritto come il suo esatto opposto. Ma Saint-Exupéry ammirava gli scritti di Werth per "non aver mai ceduto" e scrisse che l'essenza di Werth era "la sua ricerca della verità, il suo spirito osservatore e la semplicità della sua prosa". La Lettera a un ostaggio di Saint-Exupéry include una celebrazione del giornalismo di Werth e, nella sua nota sul testo, Françoise Gerbod, professore emerito di letteratura francese all'Università di Parigi, attribuisce a Werth il merito di essere stato il mentore letterario di Saint-Exupéry.
Saint-Exupéry gli ha dedicato due libri (Lettera a un ostaggio e Il piccolo principe) e ha fatto riferimento a Werth in altre tre sue opere. All'inizio della seconda guerra mondiale, mentre scriveva Il piccolo principe, Saint-Exupéry visse nel suo appartamento nel centro di New York, pensando alla sua Francia natale e ai suoi amici. Léon Werth attese la fine della guerra in segretezza a Saint-Amour, il suo paese nel Giura, una regione montuosa vicino alla Svizzera dove egli "era solo, al freddo e affamato". La regione viene descritta come piuttosto ostile nei confronti dei rifugiati. Saint-Exupéry tornò in guerra entrando a far parte delle Forces aériennes françaises libres all'inizio del 1943, razionalizzando: "Non posso sopportare di essere lontano da chi ha fame... Io parto per soffrire e quindi essere unito a coloro che a me sono cari."
Alla fine della seconda guerra mondiale, che Antoine de Saint-Exupéry non riuscì a vedere, Léon Werth disse: "La pace, senza Tonio [Saint-Exupéry], non è interamente pace". Leon Werth vide il testo di cui era così ispiratore solo cinque mesi dopo la morte del suo amico, quando l'editore francese di Saint-Exupéry, Gallimard, gliene spedì un'edizione speciale. Werth morì a Parigi il 13 dicembre 1955. Le sue spoglie e quelle di sua moglie, Suzanne, riposano nel colombario del cimitero parigino di Père-Lachaise.

## La dedica deIl piccolo principe
Il piccolo principe di Saint-Exupéry è dedicato a Leone Werth:
Nell'edizione italiana, il nome è stato italianizzato in Leone. L'aereo di Saint-Exupéry scomparve nel Mediterraneo nel luglio del 1944. Il mese seguente, Werth venne a sapere della scomparsa del suo amico da una trasmissione radiofonica. Senza aver mai sentito parlare del libro Il piccolo principe, a novembre, Werth scoprì che Saint-Exupéry aveva pubblicato una favola l'anno precedente negli Stati Uniti, che i disegni erano del suo stesso amico e che il libro era dedicato a lui.

## 33 jours,pubblicazione postuma
33 jours (33 giorni) è il memoriale di Werth sul suo esodo durante l'occupazione della Francia da parte dei nazisti. Il titolo si riferisce al periodo che lui, sua moglie e l'ex tata del figlio trascorsero per strada durante la loro fuga da Parigi alla loro residenza estiva a Saint-Amour, nel distretto del Giura. (Suo figlio Claude, che allora aveva 15 anni, e alcuni suoi amici adolescenti coprirono la distanza in meno di un giorno lasciando Parigi parecchie ore prima, evitando così le deviazioni di tragitto imposte dall'esercito francese che sono descritte in 33 giorni, la coppia non ebbe notizie del loro figlio fino a quando furono di nuovo tutti riuniti un mese dopo a Saint-Amour).
Con capacità poetica e precisione giornalistica, Werth racconta le sue esperienze come uno dei circa otto milioni di civili che sono fuggiti dall'invasione dell'esercito tedesco che procedeva verso l'Olanda, il Belgio, il Lussemburgo e la Francia nel maggio-giugno 1940 probabilmente utilizzando appunti volanti durante l'evento, come fece nelle trincee della prima guerra mondiale. Werth consegnò il manoscritto al suo amico Antoine de Saint-Exupéry nell'ottobre del 1940 perché lo portasse fuori dalla Francia, ne scrivesse una prefazione e lo pubblicasse negli Stati Uniti. L'editore di New York Brentano ne acquistò i diritti (in cambio di un pacchetto di sigarette da militari, gomme da masticare, cioccolatini e compresse per la purificazione dell'acqua) e la pubblicazione fu programmata per il 1943, in attesa della quale Saint-Exupéry lo definì "un grand livre" (un libro importante) nel suo romanzo Pilote de guerre del 1942.
Per ragioni mai chiarite del tutto, il manoscritto non venne immediatamente pubblicato dall'editore e di fatto sparì.
Quando Saint-Exupéry si rese conto che una traduzione inglese di 33 jours non era imminente, ne modificò pesantemente la prefazione (cancellando il nome di Werth per proteggerlo) e lo pubblicò come un saggio a sé stante. La Lettera a un ostaggio è una riflessione inerente all'esilio, iniziata a partire dalla fuga dalla Francia tramite Lisbona verso gli Stati Uniti (era sulla stessa nave di Jean Renoir) che ha permesso al pilota di continuare la sua lotta contro i tedeschi dall'estero.
Sarà necessario attendere il 1992 perché Viviane Hamy trovi e pubblichi il manoscritto scomparso. Nel 2002 viene pubblicata un'edizione scolastica e 33 jours divenne parte del programma nelle scuole secondarie francesi. Hamy guidò un percorso di riscoperta di Werth, ripubblicando molte delle sue opere negli anni '90 e negli anni 2000. 33 jours è stato finalmente pubblicato in inglese nel 2015 come 33 Days in una nuova traduzione di Austin Denis Johnston.
Vari eventi furono organizzati nel 2005 per commemorare il cinquantesimo anniversario della morte di Werth.
Deposition 1940-1944
Tre anni dopo la pubblicazione di 33 jours in inglese, la Oxford University Press pubblicò il diario che Werth scrisse quando raggiunse Saint-Amour dopo il suo periodo di clandestinità sulle strade, sottotitolandolo "Un diario segreto della vita nella Francia di Vichy". È stato tradotto da David Ball. Se non fosse stato "segreto", le autorità avrebbero avuto due scuse per deportarne l'autore ad Auschwitz: non solo era l'autore ebreo, ma altresì un "sovversivo". Deposition fu il suo rendiconto della vita sotto l'occupazione nazista, in chiave spesso ironica, ma comunque brutale fino alla fine, concludendosi con l'insurrezione che ha liberato Parigi. Se fosse rimasto lì, avrebbe potuto essere uno dei 50.000 ebrei espulsi dalla città e sterminato. Solo nella sua casa, con l'abitudine di scrivere, non potendo scrivere alcun'altra opera e con l'evidente impossibilità di pubblicare durante la guerra, scrisse nel suo diario quasi tutti i giorni: prendendo nota di ciò che la gente diceva, di ciò che vedeva e di ciò che sentiva sulla radio e leggendo sulla stampa, spesso con commenti come questo: "Il signor de Gaulle (è così che lo chiama il giornale) e il Generale Catroux sono stati privati della loro nazionalità francese. Così come la Francia." (annotazione del 12 dicembre 1940). Gli eventi "dopo l'occupazione della Francia" descritti sopra sono inseriti nel diario mentre accadevano. Ad esempio, quando si registra come ebreo, Werth dice che cantò la parola "ebreo" come se stesse cantando la marsigliese. Utilizza anche le sue doti come romanziere per darci ritratti di contadini, commercianti e lavoratori delle ferrovie dentro e intorno al villaggio di Saint-Amour. Vediamo come sono e sentiamo, tramite le loro stesse parole, cosa pensano del governo di Vichy - i pensieri sono radi, anche se molti si fidano di Pétain - e di come questo governo influisce sulle loro vite. Il diario in francese è di 750 pagine, troppo lungo per essere assegnato nelle aule scolastiche, ma l'edizione inglese è meno della metà. È il suo libro più importante in inglese fino ad oggi. Werth tornò a Parigi nel gennaio del 1944, ma poté avventurarsi solo di notte fino a poco prima della Liberazione. Descrive le attività di una cella della Resistenza nel suo appartamento: gli aviatori britannici si nascondevano lì fino a quando non potevano essere portati di nascosto fuori dal paese. I residenti in fuga si nascondono per alcuni giorni nel loro appartamento e poi partono per una nuova missione. Ad agosto, riferisce l'emozionante avanzata degli eserciti alleati verso Parigi e durante l'ultima settimana, riferisce i combattimenti di strada che ha visto a Parigi durante l'insurrezione che ha liberato la città. Il diario termina con la cattura di alcuni prigionieri tedeschi rannicchiati su un carro armato (Werth ha pietà di loro) e la sfilata trionfale del generale de Gaulle lungo gli Champs-Élysées.

### Citazioni
1. ↑  Ibid.
2. ↑  Heuré, op. cit., p. 145
3. ↑  Heuré, op. cit. Werth, Léon, Caserne, Editions Viviane Hamy, Paris, 1993.
4. ↑  Heuré, op. cit.
5. ↑  Cru, Jean Norton, War Books, trans. by Stanley J. Pincetl, Jr., San Diego State University Press, 1988, p. 163.
6. ↑  Heuré, op. cit. pp. 251–258
7. ↑  Oxford University Press produced an English edition of Déposition, translated and edited by David Ball.
8. ↑  Heuré, op. cit., pp. 266–69
9. ↑  Antoine de Saint-Exupéry. The Little Prince, New York City: Reynal & Hitchcock, 1943.
10. ↑  Heuré, op. cit., p. 272.
11. ↑   Diamond, Hanna, 1962-, Fleeing Hitler : France 1940, Oxford University Press, 2007, ISBN 9780191517440, OCLC 173282530. URL consultato il 24 dicembre 2018.
12. ↑  Heuré, op. cit., pages=245 ff.
13. 1 2   Werth, Léon, 1878-1955. e Impr. IFC), 33 jours, [Nouv. éd.], Magnard, 2002, ISBN 2210754372, OCLC 469434795. URL consultato il 24 dicembre 2018.
14. ↑  Letter To A Hostage, AntoineDeSaintExupery.com website.
15. ↑   Werth, Léon, 1878-1955, e Saint-Exupéry, Antoine de, 1900-1944., 33 days : [a memoir], ISBN 9781612194257, OCLC 884298198. URL consultato il 24 dicembre 2018.

### Ulteriori letture
- Gilles Heuré, L'insoumis: Léon Werth, 1878-1955, Parigi: edizioni Viviane Hamy, 2006, ISBN 28785821952878582195, ISBN 978-2878582192978-2878582192